# Woltersdorf (Lauenburg)
Woltersdorf er en kommune i det nordlige Tyskland, beliggende i Amt Breitenfelde under Kreis Herzogtum Lauenburg. Kreis Herzogtum Lauenburg ligger i delstaten Slesvig-Holsten.

## Geografi
Woltersdorf ligger ca. 6 km syd for Mölln ved vestbredden af Elbe-Lübeck-Kanal, og den historiske handelsrute Alte Salzstraße går gennem kommunen. Lige syd for går motorvejen A 24 der forbinder Hamborg og Berlin.